# Apostolisch vicariaat San José del Amazonas
Het apostolisch vicariaat San José del Amazonas (Latijn: Vicariatus Apostolicus Sancti Iosephi de Amazones) is een rooms-katholiek apostolisch vicariaat met als zetel Indiana, in Peru. Het apostolisch vicariaat is vrijgesteld en valt als immediatum direct onder de Heilige Stoel, zonder te behoren tot een kerkprovincie. 

## Geschiedenis
Het apostolisch vicariaat werd opgericht op 13 juli 1945, als de apostolische prefectuur San José del Amazonas, uit delen van het apostolisch vicariaat San León del Amazonas. Op 3 juli 1955 werd het verheven tot apostolisch vicariaat.

## Parochies
Het apostolisch vicariaat had in 2020 een oppervlakte van 150.247 km2 en telde 201.350 inwoners waarvan 73,1% rooms-katholiek was.

## Apostolisch vicarissen
- José Damase Laberge (4 januari 1946 - 25 december 1968)
- Lorenzo Rodolfo Guibord Lévesque (29 mei 1969 - 17 januari 1998; hulpbisschop sinds 14 september 1967)
- Alberto Campos Hernández (17 januari 1998 - 8 augustus 2011)
  - Miguel Olaortúa Laspra (apostolisch administrator: 8 augustus 2011 - 1 februari 2015)
- José Javier Travieso Martín (1 november 2014 - heden)